# Shangla

Karta över Nordvästra Gränsprovinsen med distriktet Shangla markerat

Shangla (pashto: شنګله) distrikt i pakistanska provinsen Nordvästra Gränsprovinsen. Administrativ huvudort är Alpuri. Största städer är tvillingstäderna Mingora och Saidu Sharif. Distriktet är det fattigaste i provinsen och näst fattigas i landet enligt Human Development Index.

## Administrativ indelning
Distriktet är indelat i tre Tehsil och fyra sub-Tehsil.
- Alpuri
- Puran 
  - Besham
  - Chakesar
  - Martung
  - Makhuzai